# Cesario
Cesario  è un nome proprio di persona italiano maschile.

## Varianti
- Maschili: Cesareo[2][3]
- Femminili: Cesaria[2][3], Cesarea[2][3], Cesira

### Varianti in altre lingue
- Basco: Kesara[5]
- Catalano: Cesari[5]
  - Femminili: Cesària
- Francese: Césaire[6][7]
  - Femminili: Césarie
- Latino: Caesarius[1][3][6][7]
  - Femminili: Caesaria[3]
- Polacco: Cezary
- Portoghese: Cesário[7]
- Portoghese brasiliano: Cezário[7]
- Spagnolo: Cesáreo[5], Cesario[5]
  - Femminili: Cesárea

## Origine e diffusione
Deriva dal tardo latino Caesarius, che è un patronimico del nome Cesare (quindi "attinente a Cesare", "relativo a Cesare", "discendente di Cesare").
Si tratta di un nome di matrice cristiana, sostenuto dal culto dei vari santi così chiamati. A differenza di Cesare, Cesario e le sue varianti godono però di scarsa diffusione in Italia, e sono attestate prevalentemente in Puglia (dove si venerano i santi Cesario di Terracina e Cesarea d'Otranto); è più diffuso invece in Francia, nella forma Césaire, in virtù del culto verso san Cesario, che fu vescovo di Arles.

## Onomastico

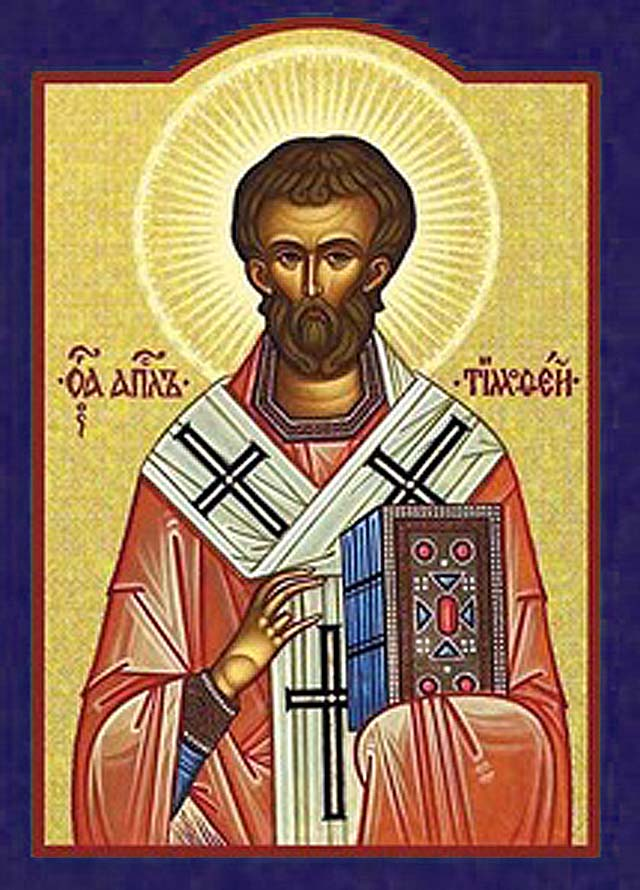
San Cesario di Arles in un'icona bizantina

L'onomastico può essere festeggiato in memoria di più santi, alle date seguenti:
- 12 gennaio, santa Cesaria o Cesira, badessa presso Arles[8][9]
- 29 gennaio, san Cesario, diacono ad Angoulême[10]
- 25 febbraio, san Cesario, fratello di san Gregorio di Nazianzo e medico[4][8][10]
- 15 maggio, santa Cesarea, eremita presso Otranto[11]
- 27 agosto, san Cesario, monaco e vescovo di Arles, fratello di santa Cesaria[5][8][10]
- 1º novembre, san Cesario, martire con altri sei compagni a Damasco[10]
- 1º novembre, san Cesario, diacono, martire, con san Giuliano a Terracina[8][10]
- 1º novembre, san Cesario, vescovo di Clermont[10]
- 3 novembre, san Cesario, martire a Cesarea in Cappadocia sotto Decio[10]
- 10 dicembre, san Cesario o Cesare, uno dei settanta discepoli, vescovo di Epidamno e martire[10]
- 28 dicembre, san Cesario d'Armenia, martire ad Arabisso sotto Galerio[10]

## Persone
- Cesario, console romano
- Cesario d'Arles, monaco, vescovo e santo francese
- Cesario di Heisterbach, abate e scrittore tedesco
- Cesario di Nazianzo, medico e santo greco antico
- Cesario Console, ammiraglio italiano
- Cesario D'Amato, vescovo cattolico italiano
- Cesario Gussago, compositore e organista italiano

### Variante Cesáreo

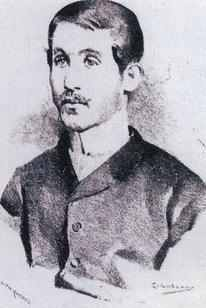
Cesário Verde

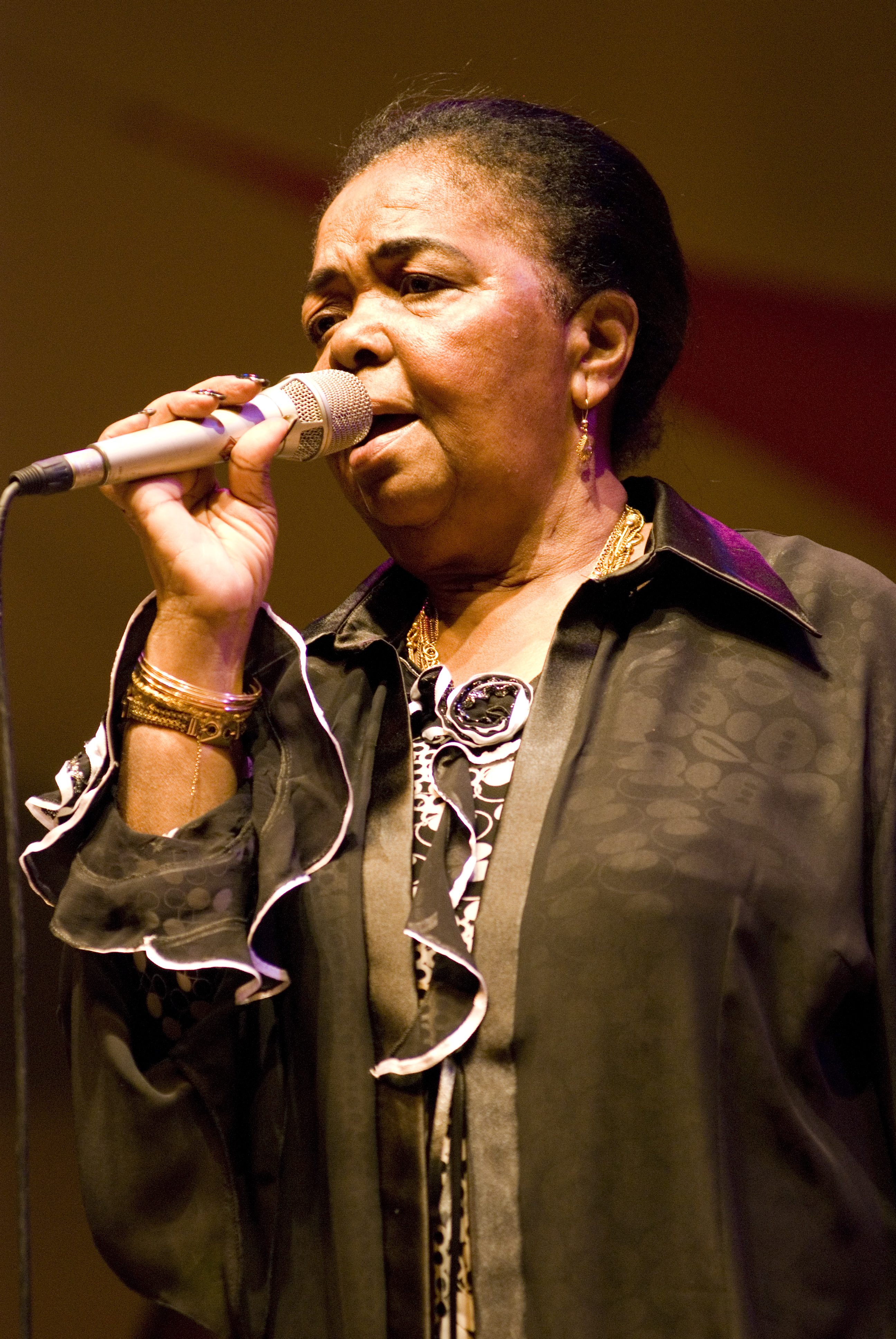
Cesária Évora

- Cesáreo Domínguez, militare argentino
- Cesáreo Onzari, calciatore argentino
- Cesáreo Victorino, calciatore messicano

### Variante Cezary
- Cezary Kucharski, calciatore polacco
- Cezary Siess, schermidore polacco
- Cezary Trybański, cestista polacco
- Cezary Wilk, calciatore polacco

### Altre varianti maschili
- Cesareo di Terracina, diacono, martire e santo nordafricano
- Césaire Gandzé, calciatore congolese
- Cesário Verde, poeta portoghese

### Varianti femminili
- Cesaria di Arles, religiosa e santa francese
- Cesária Évora, cantante capoverdiana